# Los Angeles Sparks 2015
La stagione 2015 delle Los Angeles Sparks fu la 19ª nella WNBA per la franchigia.
Le Los Angeles Sparks arrivarono quarte nella Western Conference con un record di 14-20. Nei play-off persero la semifinale di conference con le Minnesota Lynx (2-1).

## Roster
| N° | Naz.                   | Ruolo | Sportivo          | Anno | Alt. | Peso |
| -- | ---------------------- | ----- | ----------------- | ---- | ---- | ---- |
| 0  | Stati Uniti (bandiera) | GA    | Alana Beard       | 1982 | 180  | 73   |
| 2  | Stati Uniti (bandiera) | G     | Temeka Johnson    | 1982 | 160  | 64   |
| 3  | Stati Uniti (bandiera) | AC    | Candace Parker    | 1986 | 193  | 79   |
| 5  | Stati Uniti (bandiera) | C     | Jennifer Hamson   | 1992 | 201  | 95   |
| 6  | Stati Uniti (bandiera) | G     | Courtney Clements | 1989 | 183  | 70   |
| 12 | Stati Uniti (bandiera) | G     | Jasmine Lister    | 1992 | 163  | 61   |
| 13 | Svezia (bandiera)      | A     | Farhiya Abdi      | 1992 | 188  | 82   |
| 14 | Australia (bandiera)   | C     | Marianna Tolo     | 1989 | 196  | 86   |
| 15 | Stati Uniti (bandiera) | G     | Crystal Bradford  | 1993 | 183  | 74   |
| 20 | Slovacchia (bandiera)  | G     | Kristi Toliver    | 1987 | 170  | 59   |
| 21 | Stati Uniti (bandiera) | A     | Jennifer Lacy     | 1983 | 191  | 79   |
| 22 | Stati Uniti (bandiera) | AC    | Michelle Snow     | 1980 | 196  | 77   |
| 23 | Serbia (bandiera)      | G     | Ana Dabović       | 1989 | 183  | 73   |
| 24 | Stati Uniti (bandiera) | G     | Andrea Hoover     | 1992 | 175  | 70   |
| 30 | Stati Uniti (bandiera) | A     | Nneka Ogwumike    | 1990 | 188  | 79   |
| 31 | Australia (bandiera)   | G     | Erin Phillips     | 1985 | 173  | 75   |
| 42 | Stati Uniti (bandiera) | C     | Jantel Lavender   | 1988 | 193  | 84   |

## Staff tecnico
- Allenatore: Brian Agler
- Vice-allenatori: Curt Miller, Amber Stocks
- Preparatore atletico: Courtney Watson
- Preparatore fisico: Kelly Dormandy